# Tai Geng
Tai Geng (太庚) aussi appelé Da Geng (大庚), de son nom personnel Zi Bian (子辨). Régna sur l'État Shang, à partir de Bo (亳) en tant que cinquième roi de la dynastie Shang en 1666 av. J.-C. Son règne fut éphémère, on ne sait presque rien de lui.